# Royal Sporting Club Anderlecht 2024-2025
Questa voce raccoglie le informazioni riguardanti la Royal Sporting Club Anderlecht  nelle competizioni ufficiali della stagione 2024-2025.

## Rosa
Aggiornata al 10 gennaio 2025. 

In corsivo i calciatori ceduti durante la stagione
| N. |                      | Ruolo | Calciatore          |
| -- | -------------------- | ----- | ------------------- |
| 3  | Danimarca (bandiera) | D     | Lucas Hey           |
| 4  | Serbia (bandiera)    | D     | Jan-Carlo Simić     |
| 5  | Senegal (bandiera)   | D     | Moussa N'Diaye      |
| 6  | Svezia (bandiera)    | D     | Ludwig Augustinsson |
| 7  | Belgio (bandiera)    | A     | Francis Amuzu       |
| 8  | Belgio (bandiera)    | A     | Alexis Flips        |
| 10 | Belgio (bandiera)    | A     | Yari Verschaeren    |
| 11 | Belgio (bandiera)    | A     | Thorgan Hazard      |
| 12 | Danimarca (bandiera) | A     | Kasper Dolberg      |
| 13 | Danimarca (bandiera) | D     | Mathias Jørgensen   |
| 14 | Belgio (bandiera)    | D     | Jan Vertonghen      |
| 16 | Danimarca (bandiera) | P     | Mads Kikkenborg     |
| 17 | Belgio (bandiera)    | C     | Théo Leoni          |
| 18 | Ghana (bandiera)     | C     | Majeed Ashimeru     |
| 19 | Ecuador (bandiera)   | A     | Nilson Angulo       |
| 20 | Argentina (bandiera) | A     | Luis Vázquez        |

| N. |                        | Ruolo | Calciatore         |
| -- | ---------------------- | ----- | ------------------ |
| 21 | Guinea (bandiera)      | C     | Amadou Diawara     |
| 21 | Messico (bandiera)     | A     | César Huerta       |
| 22 | Belgio (bandiera)      | D     | Louis Patris       |
| 23 | Belgio (bandiera)      | C     | Mats Rits          |
| 25 | Belgio (bandiera)      | D     | Thomas Foket       |
| 26 | Belgio (bandiera)      | P     | Colin Coosemans    |
| 27 | Inghilterra (bandiera) | A     | Samuel Edozie      |
| 29 | Belgio (bandiera)      | C     | Mario Stroeykens   |
| 32 | Belgio (bandiera)      | C     | Leander Dendoncker |
| 34 | Brasile (bandiera)     | D     | Adryelson          |
| 36 | Danimarca (bandiera)   | C     | Anders Dreyer      |
| 54 | Belgio (bandiera)      | D     | Killian Sardella   |
| 55 | Belgio (bandiera)      | C     | Marco Kana         |
| 61 | Norvegia (bandiera)    | C     | Kristian Arnstad   |
| 63 | Belgio (bandiera)      | P     | Timon Vanhoutte    |
| 83 | Belgio (bandiera)      | A     | Tristan Degreef    |

## Calciomercato

### Sessione estiva
| Acquisti         | Acquisti         | Acquisti         | Acquisti         |
| R.               | Nome             | da               | Modalità         |
| Altre operazioni | Altre operazioni | Altre operazioni | Altre operazioni |
| R.               | Nome             | da               | Modalità         |
| ---------------- | ---------------- | ---------------- | ---------------- |

| Cessioni | Cessioni | Cessioni | Cessioni |
| R.       | Nome     | a        | Modalità |
| -------- | -------- | -------- | -------- |

### Sessione invernale
| Acquisti | Acquisti | Acquisti | Acquisti |
| R.       | Nome     | da       | Modalità |
| -------- | -------- | -------- | -------- |

| Cessioni | Cessioni | Cessioni | Cessioni |
| R.       | Nome     | a        | Modalità |
| -------- | -------- | -------- | -------- |

## Risultati

### Jupiler League

#### Girone di andata
| Bruxelles 27 luglio 2024, ore 20:45 CEST 1ª giornata | Anderlecht | 1 – 0 | Sint-Truiden | Stadio Constant Vanden Stock (0 spett.) |
| \| \| \| \| \| Stroeykens 90+2’ \| Marcatori \| \|   |            |       |              |                                         |
|                                                      |            |       |              |                                         |
| Stroeykens 90+2’                                     | Marcatori  |       |              |                                         |

| Arbitro: | Lambrechts |

|          |           |                                 |
| Kerk 34’ | Marcatori | 25’ (aut.) Lammens 80’ Ashimeru |

| Arbitro: | Visser |

|             |           |              |
| Dolberg 36’ | Marcatori | 44’ Maertens |

| Malines 17 agosto 2024, ore 20:45 CEST 4ª giornata                                      | Malines   | 1 – 3                                  | Anderlecht | Argosstadion Achter de Kazerne |
| \| \| \| \| \| Lauberbach 23’ \| Marcatori \| 42’ Augustinsson 45+5’ Amuzu 90’ Leoni \| |           |                                        |            |                                |
|                                                                                         |           |                                        |            |                                |
| Lauberbach 23’                                                                          | Marcatori | 42’ Augustinsson 45+5’ Amuzu 90’ Leoni |            |                                |

| Arbitro: | Lambrechts |

|  |           |                                  |
|  | Marcatori | 37’ Sadick 86’ Adedeji-Sternberg |

| Saint-Gilles 1º settembre 2024, ore 18:30 CEST 6ª giornata | Union Saint-Gilloise | 0 – 0 | Anderlecht | Stadio Joseph Marien (8 489 spett.)\| Arbitro: \| Laforge \| |
| Arbitro:                                                   | Laforge              |       |            |                                                              |

| Arbitro: | Verboomen |

|                              |           |                         |
| L. Vázquez 8’ Stroeykens 83’ | Marcatori | 37’ Bayram 59’ Vušković |

| Bruxelles 21 settembre 2024, ore 20:45 CEST 8ª giornata | Anderlecht | 0 – 0 | Charleroi | Stadio Constant Vanden Stock (21 900 spett.)\| Arbitro: \| Vergoote \| |
| Arbitro:                                                | Vergoote   |       |           |                                                                        |

| Arbitro: | van Damme |

|               |           |            |
| Scheidler 52’ | Marcatori | 28’ Edozie |

| Arbitro: | D'hondt |

|                                   |           |  |
| Simić 9’ Dolberg 30’ Dreyer 90+2’ | Marcatori |  |

| Arbitro: | Bourdeaud'hui |

|                    |           |                    |
| Al-Sahafi 30’, 70’ | Marcatori | 50’ (rig.) Dolberg |

| Arbitro: | Vergoote |

|                      |           |           |
| Vermant 8’ Talbi 76’ | Marcatori | 88’ Simić |

| Arbitro: | Smet |

|                                                         |           |  |
| Dolberg 37’ (rig.), 77’ Kadri 50’ (aut.) Stroeykens 57’ | Marcatori |  |

| Arbitro: | De Cremer |

|  |           |                                                       |
|  | Marcatori | 18’, 62’ (rig.), 75’ Dolberg 72’ Leoni 90’ L. Vázquez |

| Arbitro: | D'hondt |

|                                                                          |           |  |
| Rits 23’ Edozie 38’ Dolberg 45+1’, 77’ Tiago Araújo 85’ (aut.) Amuzu 88’ | Marcatori |  |

| Lovanio 1º dicembre 2024, ore 16:00 CET 16ª giornata | OH Lovanio | 0 – 0 | Anderlecht | Den Dreef (9 330 spett.) |

| Arbitro: | Lambrechts |

|                                |           |              |
| Verschaeren 45+7’ Dreyer 90+3’ | Marcatori | 7’ Al-Sahafi |

| Arbitro: | D'hondt |

|  |           |                         |
|  | Marcatori | 27’, 62’ (rig.) Dolberg |

| Arbitro: | Boterberg |

|                            |           |  |
| Arokodare 29’ Karetsas 72’ | Marcatori |  |

| Arbitro: | Smet |

|                            |           |                                  |
| Verschaeren 21’ Dreyer 30’ | Marcatori | 9’ Květ 77’ Scheidler 88’ Nsimba |

| Arbitro: | Vergoote |

|  |           |                             |
|  | Marcatori | 10’, 41’ Jutglà 79’ Nilsson |

| Arbitro: | D'hondt |

|  |           |                            |
|  | Marcatori | 62’ T. Hazard 90+3’ Huerta |

| Arbitro: | Laforge |

|                                                     |           |           |
| Goto 24’ Simić 41’ Verschaeren 67’ Touba 82’ (aut.) | Marcatori | 49’ Raman |

| Arbitro: | Verboomen |

|        |           |  |
| Itō 6’ | Marcatori |  |

| Arbitro: | Boterberg |

|                  |           |  |
| Dolberg 58’, 64’ | Marcatori |  |

| Arbitro: | Put |

|  |           |                |
|  | Marcatori | 62’ L. Vázquez |

| Arbitro: | Van Driessche |

|  |           |                           |
|  | Marcatori | 33’ Khalaili 70’ O. Niang |

| Arbitro: | Vergoote |

|  |           |                          |
|  | Marcatori | 63’ T. Hazard 88’ Angulo |

| Arbitro: | Boterberg |

|                        |           |  |
| Frigan 2’ Haspolat 22’ | Marcatori |  |

| Arbitro: | D'Hondt |

|                                          |           |  |
| L. Vázquez 6’ Adryelson 87’ Huerta 90+6’ | Marcatori |  |

#### Play-off
| Arbitro: | Vergoote |

|                        |           |  |
| Tzolīs 34’ Vermant 70’ | Marcatori |  |

| Arbitro: | Lambrechts |

|            |           |                           |
| Huerta 78’ | Marcatori | 32’ Kayembe 84’ El Ouahdi |

| Arbitro: | D'hondt |

|                          |           |  |
| P. David 45’ El Hadj 82’ | Marcatori |  |

| Bruxelles 20 aprile 2025, ore 13:30 CEST 4ª giornata | Anderlecht    | 0 – 0 | Anversa | Stadio Constant Vanden Stock (21 900 spett.)\| Arbitro: \| Van Driessche \| |
| Arbitro:                                             | Van Driessche |       |         |                                                                             |

| Arbitro: | Laforge |

|                                                  |           |  |
| Dolberg 30’, 37’ (rig.), 54’, 58’ Dendoncker 42’ | Marcatori |  |

| Arbitro: | Visser |

|  |           |                |
|  | Marcatori | 76’ Dendoncker |

| Arbitro: | Lambrechts |

|                |           |                                |
| Balikwisha 88’ | Marcatori | 55’ Gotō 69’ De Cat 86’ Edozie |

| Arbitro: | Smet |

|  |           |             |
|  | Marcatori | 27’ Fuseini |

| Arbitro: | Lambrechts |

|                  |           |                                      |
| Stroeykens 45+3’ | Marcatori | 14’ Vermant 43’ Vanaken 45+1’ Tzolīs |

| Arbitro: | Van Driessche |

|                    |           |                 |
| El Ouahdi 21’, 51’ | Marcatori | 19’ Verschaeren |

### Coppa del Belgio
| Arbitro: | Letellier |

|  |           |                                  |
|  | Marcatori | 26’ Dreyer 65’, 66’, 86’ Dolberg |

| Arbitro: | Vergoote |

|                                            |           |                   |
| Jørgensen 11’ Dolberg 32’, 56’ N'Diaye 43’ | Marcatori | 8’ Van den Keybus |

| Arbitro: | Van Driessche |

|  |           |          |
|  | Marcatori | 2’ Simić |

#### Semifinale
| Arbitro: | Verboomen |

|             |           |  |
| Degreef 30’ | Marcatori |  |

| Arbitro: | Vergoote |

|                   |           |                                  |
| Odoi 26’ Kerk 85’ | Marcatori | 32’ Verschaeren 90+1’ Dendoncker |

#### Finale
| Arbitro: | Vergoote |

|                  |           |                  |
| Vermant 40’, 61’ | Marcatori | 90+1’ L. Vázquez |

### UEFA Europa League

#### Spareggi
| Arbitro: | Rohit Saggi |

|  |           |                 |
|  | Marcatori | 9’ Augustinsson |

| Arbitro: | Nikola Dabanović |

|           |           |  |
| Amuzu 69’ | Marcatori |  |

#### Fase campionato
| Arbitro: | Weinberger |

|                                    |           |            |
| Verschaeren 60’ Dolberg 66’ (rig.) | Marcatori | 86’ Traoré |

| Arbitro: | Barbu |

|          |           |                       |
| Marín 5’ | Marcatori | 28’ Vázquez 39’ Leoni |

| Arbitro: | Glova |

|                         |           |  |
| Edozie 67’ Dreyer 90+5’ | Marcatori |  |

| Arbitro: | Stavrev |

|                      |           |                |
| N'Diaye 90+6’ (aut.) | Marcatori | 85’ Stroeykens |

| Arbitro: | Krogh |

|                       |           |                              |
| Degreef 52’ Amuzu 86’ | Marcatori | 24’ (rig.) Galeno 83’ Vieira |

| Arbitro: | Papapetrou |

|           |           |                           |
| Chorý 58’ | Marcatori | 8’ Angulo 31’ Verschaeren |

| Arbitro: | Nobre |

|                 |           |  |
| Červ 3’ Adu 45’ | Marcatori |  |

| Arbitro: | Kruashvili |

|                                       |           |                                                            |
| Vázquez 18’ Goto 79’ Augustinsson 88’ | Marcatori | 41’ (aut.) Sardella 54’ Bischof 59’ Mokwa Ntusu 65’ Hložek |

#### Fase a eliminazione diretta

##### Spareggi
| Arbitro: | Dabanović |

|                                   |           |  |
| Tadić 11’ Džeko 42’ En-Nesyri 57’ | Marcatori |  |

| Arbitro: | Schärer |

|                     |           |                          |
| L. Vázquez 19’, 55’ | Marcatori | 4’ En-Nesyri 63’ Akçiçek |

## Statistiche finali

### Statistiche di squadra
| Competizione          | Punti | In casa | In casa | In casa | In casa | In casa | In casa | In trasferta | In trasferta | In trasferta | In trasferta | In trasferta | In trasferta | Totale | Totale | Totale | Totale | Totale | Totale | DR  |
| Competizione          | Punti | G       | V       | N       | P       | Gf      | Gs      | G            | V            | N            | P            | Gf           | Gs           | G      | V      | N      | P      | Gf     | Gs     | DR  |
| --------------------- | ----- | ------- | ------- | ------- | ------- | ------- | ------- | ------------ | ------------ | ------------ | ------------ | ------------ | ------------ | ------ | ------ | ------ | ------ | ------ | ------ | --- |
| Pro League            | 51    | 15      | 8       | 3       | 4       | 30      | 15      | 15           | 7            | 3            | 5            | 20           | 12           | 30     | 15     | 6      | 9      | 50     | 27     | +23 |
| Pro League (play-off) | -     | 5       | 1       | 1       | 3       | 7       | 6       | 5            | 2            | 0            | 3            | 5            | 7            | 10     | 3      | 1      | 6      | 12     | 13     | -1  |
| Coppa del Belgio      | -     | 2       | 2       | 0       | 0       | 5       | 1       | 3            | 2            | 1            | 0            | 7            | 2            | 4      | 2      | 1      | 1      | 11     | 5      | +6  |
| Europa League         | -     | 6       | 3       | 2       | 1       | 12      | 9       | 6            | 3            | 1            | 2            | 6            | 8            | 10     | 4      | 3      | 3      | 16     | 17     | -1  |
| Totale                | -     | 28      | 14      | 6       | 8       | 54      | 31      | 30           | 14           | 5            | 11           | 39           | 31           | 54     | 24     | 11     | 19     | 89     | 62     | +27 |

### Andamento in campionato
| Giornata  | 1 | 2 | 3 | 4 | 5 | 6 | 7 | 8 | 9 | 10 | 11 | 12 | 13 | 14 | 15 | 16 | 17 | 18 | 19 | 20 | 21 | 22 | 23 | 24 | 25 | 26 | 27 | 28 | 29 | 30 |
| --------- | - | - | - | - | - | - | - | - | - | -- | -- | -- | -- | -- | -- | -- | -- | -- | -- | -- | -- | -- | -- | -- | -- | -- | -- | -- | -- | -- |
| Luogo     | C | T | C | T | C | T | C | C | T | C  | T  | C  | T  | T  | C  | T  | C  | T  | T  | C  | C  | T  | C  | T  | C  | T  | C  | T  | T  | C  |
| Risultato | V | V | N | V | P | N | N | N | N | V  | P  | P  | V  | V  | V  | N  | V  | V  | P  | P  | P  | V  | V  | P  | V  | V  | P  | V  | P  | V  |
| Posizione | 2 | 2 | 3 | 1 | 3 | 3 | 4 | 6 | 7 | 4  | 6  | 6  | 5  | 4  | 4  | 4  | 3  | 3  | 3  | 3  | 5  | 4  | 4  | 5  | 4  | 4  | 4  | 4  | 4  | 4  |

Legenda:

Luogo: C = Casa; T = Trasferta. Risultato: V = Vittoria; N = Pareggio; P = Sconfitta.